# Gabadinho Mhango
Hellings Frank Mhango est un footballeur malawite né le 27 septembre 1992 à Chiweta. Il évolue au poste d'attaquant avec les Marumo Gallants.

## Palmarès
- Champion d'Afrique du Sud en 2017